# AMSDOS
AMSDOS (abréviation de Amstrad Disk Operating System) est un système d'exploitation intégré à l'Amstrad CPC directement intégré en ROM avec le Locomotive BASIC, qui permet à l'ordinateur d'effectuer la gestion des lecteurs de disquette.
L'AMSDOS apparut pour la première fois en 1984 sur l'Amstrad CPC 464, avec le lecteur de disquette 3 pouces additionnel (ou périphérique), puis sur l'Amstrad CPC 664 et l'Amstrad CPC 6128. Plutôt rapide et efficace en son temps, il permettait de supporter un ou deux lecteurs de disquette.

## Liste des commandes
Les commandes de l'AMSDOS sont en réalité des extensions RSX (Resident System Extension) du système résident: le Locomotive BASIC. Elles permettent d'étendre les fonctionnalités du BASIC; c'est pourquoi elles sont toutes précédées d'un « | » pour les différencier des commandes internes.

### Gestion des unités de disquettes
|A, |B, |DISC, |DISC.IN, |DISC.OUT, |DRIVE

### Gestion de l'unité de cassettes
|TAPE, |TAPE.IN, |TAPE.OUT

### Commandes utilitaires
|DIR, |ERA, |REN, |USER